# Подвигин, Вениамин Родионович
Вениамин Романович Подвигин — советский хозяйственный и государственный деятель, Герой Социалистического Труда, лауреат Государственной премии СССР за выдающиеся достижения в труде.

## Биография
Родился в 1928 году в Башкирской АССР. Член КПСС.
В 1954—1988 — машинист экскаватора на строительстве шахты "Ермоловская", машинист экскаватора Алтынтопканского горного управления, машинист экскаватора, бригадир машинистов экскаватора, машинист-инструктор 1-го участка, бригадир машинистов экскаватора Кальмакырского рудника Алмалыкского горно-металлургического комбината имени В. И. Ленина Министерства цветной металлургии СССР.
Указом Президиума Верховного Совета СССР от 27 декабря 1973 года присвоено звание Героя Социалистического Труда с вручением ордена Ленина и золотой медали «Серп и Молот».
За повышение эффективности использования металлургического, горно-шахтного и бурового оборудований был в составе коллектива удостоен Государственной премии СССР за выдающиеся достижения в труде 1976 года.
Жил в Алмалыке.

## Награды
- Герой Социалистического Труда (29.12.1973)
- Орден Ленина (29.12.1973)
- Орден Трудового Красного Знамени (30.03.1971)